# Guillaume Ier de Melun
Pour les articles homonymes, voir Guillaume Ier.
Guillaume de Melun, mort le 27 octobre 1329 à l'abbaye du Jard  ou à Nailly, est un prélat français du XIVe siècle,  archevêque de Sens.

## Biographie
Guillaume de Melun est membre de la maison de Melun. Il est fils du vicomte Adam IV de Melun et de Jeanne de Sully,  et est  le frère de Philippe et l'oncle de Guillaume II de Melun,  archevêques de Sens.
Guillaume de Melun est  chanoine de Sens, quand il est élu archevêque de Sens.
En 1320, il préside à Sens un concile où l'on fait quatre articles. Le premier ordonne de jeûner la veille de la fête du Saint-Sacrement, et l'on accorde pour ce jeûné quarante jours d'indulgence. 
Le second article prononce l'interdit sur les lieux où le juge laïque retiendrait un clerc prisonnier. Par le troisième, on fixe la profession religieuse après un an et un jour de noviciat. Le quatrième prescrit aux bénéficiaires et généralement aux ecclésiastiques, la modestie dans les habits. On leur défend plusieurs modes indécentes, comme des souliers de couleur, des aumusses de soie ou de velours, certains usages de porter les cheveux longs, la tonsure irrégulière et la barbe prolixe.
En 1323, l'archevêque de Sens sacre et couronne dans la Sainte-Chapelle de Paris la reine Marie, deuxième femme de Charles le Bel, et, en 1324, il tient à Melun un concile provincial, où il publie un statut de quatre articles, répété presque mot pour mot du concile qu'il avait présidé en 1320.
En 1325, Guillaume assiste au prononcé de la sentence d'excommunication lancée par les légats du Saint-Siège, contre le comte Robert et les Flamands.